# Gargara chichonettae
Gargara chichonettae är en insektsart som beskrevs av Boulard 1968. Gargara chichonettae ingår i släktet Gargara och familjen hornstritar. Inga underarter finns listade i Catalogue of Life.